# Liste des ducs de Lodi
Pour les articles homonymes, voir Lodi (homonymie).
Le titre de comte de Magenta a été créé le 30 décembre 1619 pour Luigi Melzi, d'une famille patricienne milanaise. Gaspare son descendant, huitième comte, épouse Maria Teresa d'Eril (1725-1768), fille et héritière du marquis de Sagrada Fuente, et leurs descendants prennent le nom de Melzi d'Eril. 
Francesco Melzi d'Eril, neuvième comte, a été vice-président de la République italienne en par Napoléon Bonaparte en 1802, et le Grand Chancelier du royaume d'Italie en 1805. Le 20 décembre 1807, il est nommé duc de Lodi par Napoléon. Le duc sans enfant, adopte son neveu Giovanni Francesco et en fait son héritier. L'empereur d'Autriche François Ier qui devient roi du royaume lombard-vénitien après le congrès de Vienne, reconnaît le titre de comte de Magenta en 1816, mais pas le titre de duc de Lodi. Cependant, Giovanni recevra le titre de duc Melzi, le 5 septembre 1818. Son fils Lodovico, douzième comte de Magenta, reprend le titre de duc de Lodi en 1859. Les titres de ducs de Lodi et comte di Magenta ont été reconnus pour leurs successeurs par les arrêtés ministériels du nouveau royaume d'Italie en  1890, 1913 et 1939. Les titres sont portés aujourd'hui encore.

## Comtes de Magenta (1619)
- Luigi Melzi, Ier  comte de Magenta  (1554-1629)
- Francesco Melzi, IIe  comte de Magenta (1585-1630)
- Lodovico Melzi, IIIe  comte de Magenta  (1594-1649)
- Sforza Melzi, IVe  comte de Magenta  (1629-1688)
- Luigi Francesco Melzi, Ve  comte de Magenta (1631-1702)
- Sforza Lodovico Melzi, VIe  comte de Magenta  (1662-1734)
- Francesco Melzi, VIIe  comte de Magenta  (1699-1777)
- Gaspare Melzi d'Eril, VIIIe  comte de Magenta  (1719-1777)

## Ducs de Lodi (1807)
- Francesco Melzi d'Eril Ier duc de Lodi, IXe comte de Magenta (1753-1816)
- Giovanni Francesco Melzi d'Eril,IIe duc de Lodi, XIe comte de Magenta (1788-1832)
- Lodovico Melzi d'Eril, IIIe duc de Lodi, XIIe comte de Magenta (1820-1886)
- Giovanni Melzi d'Eril, IVe duc de Lodi, XIIIe comte de Magenta  (1825-1905)
- Francesco Melzi d'Eril, Ve duc de Lodi, XIVe comte de Magenta  (1849-1935)
- Benigno Melzi d'Eril, VIe duc de Lodi, XVe comte de Magenta  (1879-1937)
- Lodovico Melzi d'Eril, VIe duc de Lodi, XVIe comte de Magenta  (1906-1994)
- Benigno Melzi d'Eril, VIIIe duc de Lodi, XVIIe comte de Magenta  (né en 1939)